# Blåögd kakadua
Blåögd kakadua (Cacatua ophthalmica) är en papegoja i familjen kakaduor som enbart förekommer på ön Niu Briten utanför Nya Guinea.

## Utseende
Blåögd kakadua är stor och vit, upp till 50 centimeter lång, med en rörlig gul tofs, gråfärgad näbb, gråa fötter och en framträdande blå ring runt ögat, som ger fågeln dess namn. Könen är lika, bortsett från att hannen har mörkbrun iris och honan rödbrun. 

## Utbredning
Fågeln är endemisk för låglänta skogar och kullar på ön New Britain i Bismarckarkipelagen utanför Papua Nya Guinea. Den är den enda kakaduan i Bismarckarkipelagen.

## Ekologi
Arten bebor tropisk låglänt regnskog från havsnivån upp till 1000 meter över havet. Även om den också förekommer i skog påverkad av skogsavverkning samt i trädgårdar tros den bero på intakt urskog med stora träd för att häcka.
Honor och hanar bildar livslånga par. Arten är en av mycket få fåglar som kan använda sina fötter som "händer" för att hantera föremål eller föra föda till näbben.

## Bevarandestatus
Arten kategoriseras av internationella naturvårdsunionen IUCN som sårbar (VU). Den är relativt vanlig än idag, men den tros hotas av skogsavverkning. Eftersom arten är långlivad består en minskning av populationen under lång tid. Avverkningen har dock avstannat, varför IUCN noterar att arten möjligen kan placeras i en lägre hotkategori i framtiden.